# Boston Marathon 1963
De Boston Marathon 1963 werd gelopen op vrijdag 19 april 1963. Het was de 67e editie van de Boston Marathon. Aan deze wedstrijd mochten geen vrouwen deelnemen. De Belg Aurele Vandendriessche kwam als eerste over de streep in 2:18.58.

## Uitslag
| rang   | naam                   | land | tijd    |
| ------ | ---------------------- | ---- | ------- |
| Goud   | Aureel Vandendriessche | BEL  | 2:18.58 |
| Zilver | John J. Kelley         | USA  | 2:21.09 |
| Brons  | Brian Kilby            | ENG  | 2:21.43 |
| 4      | Eino Oksanen           | FIN  | 2:22.23 |
| 5      | Abebe Bikila           | ETH  | 2:24.43 |
| 6      | Jessie Eblen           | USA  | 2:27.42 |
| 7      | Alex Breckenridge      | USA  | 2:28.28 |
| 8      | Tenho Salakka          | FIN  | 2:29.13 |
| 9      | Garnett Williams       | USA  | 2:31.19 |
| 10     | Louis Castagnola       | USA  | 2:32.23 |

1897 ·
1898 ·
1899 ·
1900 ·
1901 ·
1902 ·
1903 ·
1904 ·
1905 ·
1906 ·
1907 ·
1908 ·
1909 ·
1910 ·
1911 ·
1912 ·
1913 ·
1914 ·
1915 ·
1916 ·
1917 ·
1918 ·
1919 ·
1920 ·
1921 ·
1922 ·
1923 ·
1924 ·
1925 ·
1926 ·
1927 ·
1928 ·
1929 ·
1930 ·
1931 ·
1932 ·
1933 ·
1934 ·
1935 ·
1936 ·
1937 ·
1938 ·
1939 ·
1940 ·
1941 ·
1942 ·
1943 ·
1944 ·
1945 ·
1946 ·
1947 ·
1948 ·
1949 ·
1950 ·
1951 ·
1952 ·
1953 ·
1954 ·
1955 ·
1956 ·
1957 ·
1958 ·
1959 ·
1960 ·
1961 ·
1962 ·
1963 ·
1964 ·
1965 ·
1966 ·
1967 ·
1968 ·
1969 ·
1970 ·
1971 ·
1972 ·
1973 ·
1974 ·
1975 ·
1976 ·
1977 ·
1978 ·
1979 ·
1980 ·
1981 ·
1982 ·
1983 ·
1984 ·
1985 ·
1986 ·
1987 ·
1988 ·
1989 ·
1990 ·
1991 ·
1992 ·
1993 ·
1994 ·
1995 ·
1996 ·
1997 ·
1998 ·
1999 ·
2000 ·
2001 ·
2002 ·
2003 ·
2004 ·
2005 ·
2006 ·
2007 ·
2008 ·
2009 ·
2010 ·
2011 ·
2012 ·
2013 ·
2014 ·
2015 ·
2016 ·
2017 ·
2018 ·
2019 ·
2020 ·
2021 ·
2022